# Quai de Gesvres
Quai de Gesvres je nábřeží v Paříži. Nachází se ve 4. obvodu. Je pojmenováno podle bývalého majitele zdejších pozemků markýzovi de Gesvres. Nábřeží je součástí rychlostní komunikace Voie Georges-Pompidou.

## Poloha
Nábřeží leží na pravém břehu řeky Seiny naproti ostrovu Cité mezi mosty Arcole a Change. Začíná na náměstí Place de l'Hôtel-de-Ville, kde navazuje na Quai de l'Hôtel-de-Ville, a končí na náměstí Place du Châtelet, odkud pokračuje po proudu Quai de la Mégisserie. Na nábřeží vede rovněž most Notre-Dame.

## Historie
Nábřeží vzniklo na základě královského patentu z roku 1642 na pozemcích, které udělil král Ludvík XIV. markýzovi de Gesvres mezi Rue Saint-Martin a Place du Châtelet. Po zboření domů v roce 1786 v ulici Rue de Gesvres se mohlo dále rozšířit. Nábřeží Quai Pelletier (část mezi Place de l'Hôtel-de-Ville a Rue Saint-Martin) a Quai Gesvres byla spojena vyhláškou z 2. dubna 1868.